# Khojaly (quận)
Khojaly (tiếng Azerbaijan:Xocalı) là một quận thuộc Azerbaijan. Dân số thời điểm năm 2012 là 23757 người.